# Cantonul Saint-Bonnet-le-Château
Cantonul Saint-Bonnet-le-Château este un canton din arondismentul Montbrison, departamentul Loire, regiunea Rhône-Alpes, Franța.

## Comune
| Comune                           | Populație (1999) | Cod poștal | Cod INSEE |
| -------------------------------- | ---------------- | ---------- | --------- |
| Aboën                            | 234              | 42380      | 42001     |
| Apinac                           | 304              | 42550      | 42006     |
| Estivareilles                    | 520              | 42380      | 42091     |
| Merle-Leignec                    | 235              | 42380      | 42142     |
| Rozier-Côtes-d'Aurec             | 359              | 42380      | 42192     |
| Saint-Bonnet-le-Château          | 1 562            | 42380      | 42204     |
| Saint-Hilaire-Cusson-la-Valmitte | 259              | 42380      | 42235     |
| Saint-Maurice-en-Gourgois        | 1 277            | 42240      | 42262     |
| Saint-Nizier-de-Fornas           | 585              | 42380      | 42266     |
| La Tourette                      | 424              | 42380      | 42312     |
| Usson-en-Forez                   | 1 232            | 42550      | 42318     |